# Дитероде
Дитероде (нем. Dieterode) — община в Германии, в земле Тюрингия. 
Входит в состав района Айхсфельд. Подчиняется управлению Эрсхаузен/Гайсмар.  Население составляет 92 человека (на 31 декабря 2010 года). Занимает площадь 2,79 км².